# NGC 1129
NGC 1129 je eliptická galaxie v souhvězdí Persea. Její zdánlivá jasnost je 11,9m a úhlová velikost 2,9′ × 2,1′. Je vzdálená 237 milionů světelných let, průměr má 200 000 světelných let. Galaxii objevil 17. října 1786 William Herschel.

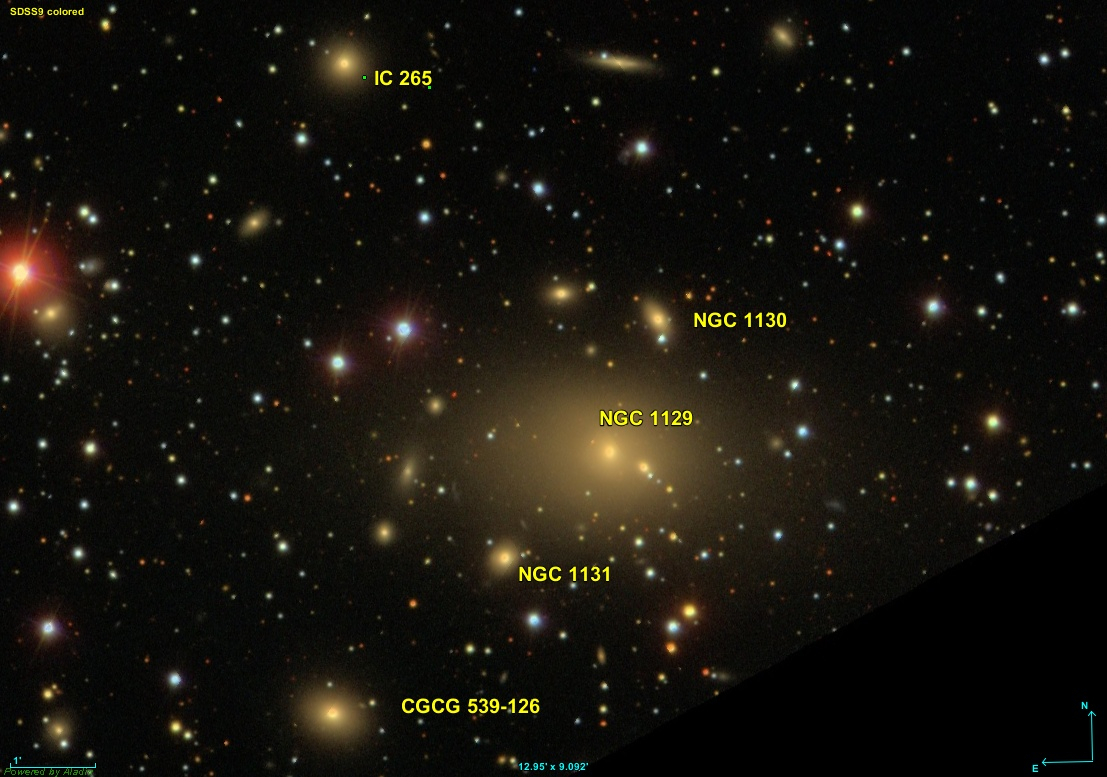
NGC 1129 s okolními galaxiemi NGC 1130, NGC 1131, IC 265